# Redondesco
Redondesco (lombardul: Redundèsch) település Olaszországban, Lombardia régióban, Mantova megyében. Lakosainak száma 1194 fő (2023. január 1.). Redondesco Acquanegra sul Chiese, Gazoldo degli Ippoliti, Marcaria, Piubega és Mariana Mantovana községekkel határos.

## Népesség
A település lakossága az elmúlt években az alábbi módon változott:
| Lakosok száma | 1275 | 1268 | 1194 |
|               | 2017 | 2018 | 2023 |